# جایزه جاز آلمان
جایزه جاز آلمان جایزه‌ای است که از سال ۱۹۹۲ در آلمان توسط انجمن فدرال صنعت موسیقی به نوازندگان برای فروش قطعات موسیقی جاز (تک آهنگ و آلبوم) اعطا می‌شود. پیش نیاز دریافت نشان طلایی این جایزه فروش حداقل ۱۰۰۰۰ نسخه از یک موسیقی ضبط شده در داخل کشور است. نشان پلاتین برای فروش بیش از ۲۰۰۰۰ نسخه اعطا می‌شود.